# Mario Cipollini

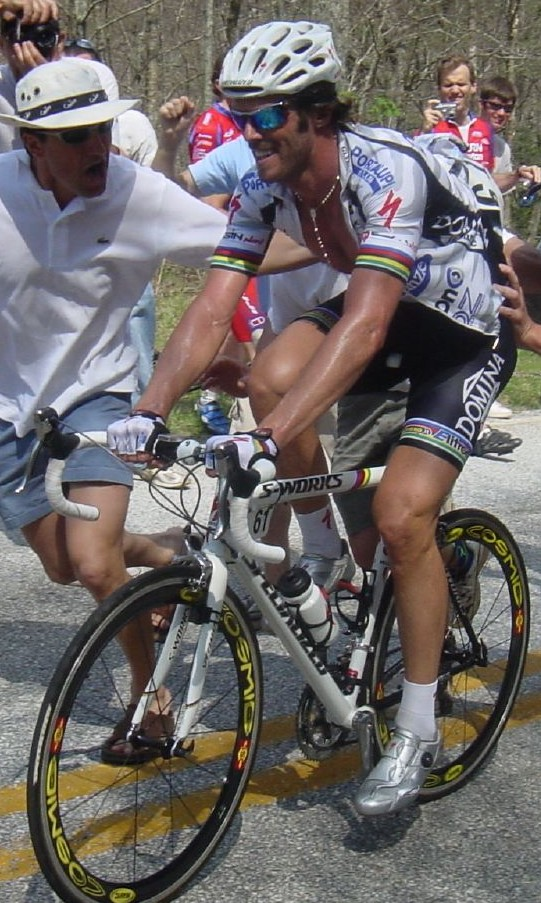
Mario Cipollini en el Tour de Georgia 2004.

Mario Cipollini (Lucca, 22 de marzo de 1967) es un célebre ciclista italiano, ya retirado, que destacó por su habilidad en el sprint.
A lo largo de su carrera profesional, entre 1989 y 2005, logró más de 180 triunfos, siendo así uno de los ciclistas con mayor número de victorias en su palmarés de la historia. Sus victorias más importantes fueron el Campeonato del Mundo de 2002 en Zolder y la Milán-San Remo del mismo año, un doblete impresionante para un corredor de ya 35 años.
Además, ha ganado un buen número de etapas en las tres grandes vueltas (Tour de Francia, Vuelta a España y Giro de Italia), consiguiendo en esta última un total de 43 etapas.
La decadencia le llegó a Mario a partir de 2003, donde por primera vez apareció una figura capaz de ensombrecerle en las llegadas masivas: la de su compatriota Alessandro Petacchi. Pese a todo, seguiría compitiendo hasta la temporada 2005, hasta que el 26 de abril de ese mismo año anuncia por sorpresa su retirada inmediata del ciclismo profesional, a falta de apenas diez días para el comienzo del Giro, en el que pensaba participar.
Cipollini fue todo un ídolo y también una figura controvertida, criticado a menudo por su falta de profesionalidad. Destacan hechos como su breve paso por la Vuelta a España 2003, donde acudió solo para que su equipo fuera invitado, abandonando tras la primera etapa ante la estupefacción de la organización.
Otra curiosidad sobre Cipollini era, dentro de su afán de protagonismo, su afición a utilizar llamativos trajes de contrarreloj en las etapas prólogo del Tour y sobre todo del Giro.

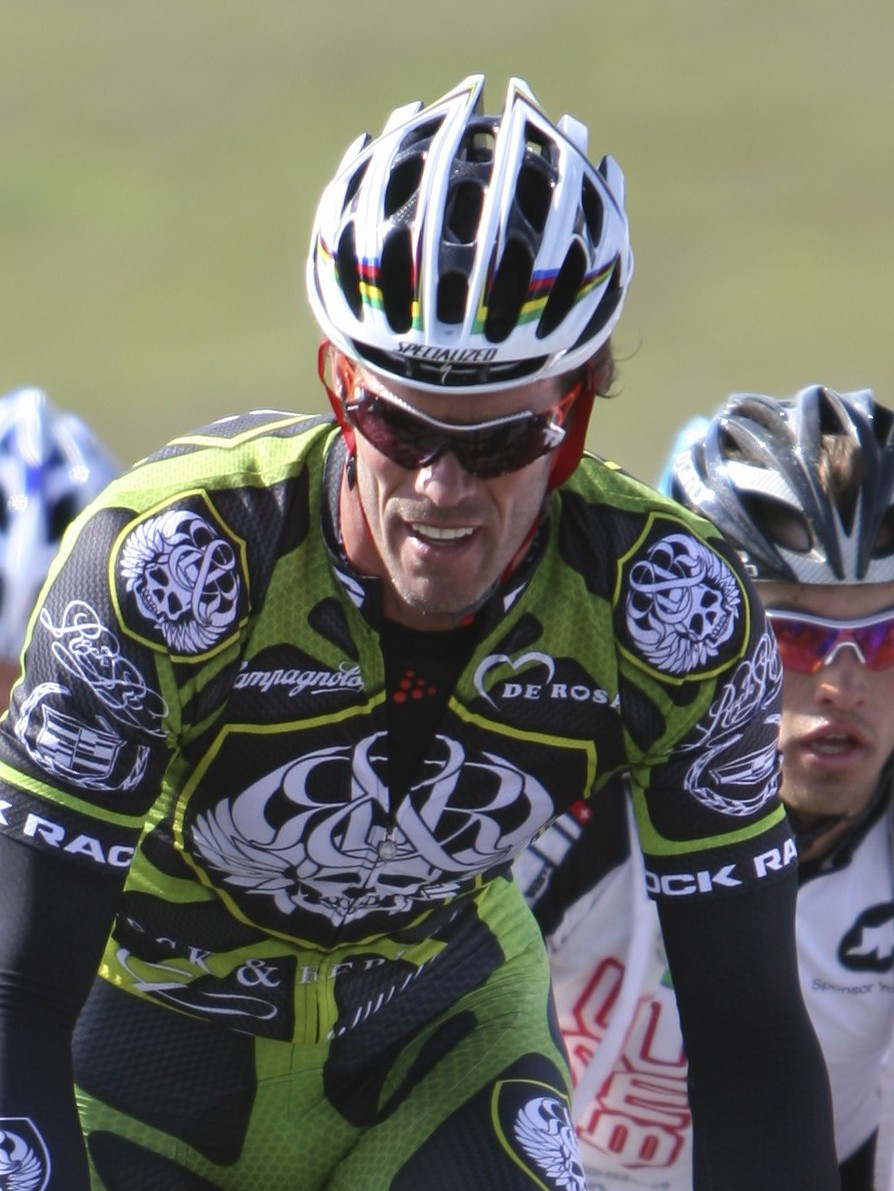
Cipollini con el maillot del Rock Racing en el Tour de California 2008

Mario Cipollini regresó al ciclismo profesional en 2008 con el equipo estadounidense Rock Racing. Su aventura con el equipo estadounidense fue corta, pues el 17 de marzo de 2008 anunció que abandonaba el equipo y, por segunda vez, su retirada del ciclismo.
El 24 de julio de 2013 su nombre apareció en el informe publicado por el senado francés como uno de los treinta ciclistas que habrían dado positivo en el Tour de Francia 1998 con carácter retrospectivo, ya que analizaron las muestras de orina de aquel año con los métodos de detección de sustancias dopantes actuales.

## Palmarés
| 1987 - Regio-Tour 1989 - 3 etapas del Giro di Puglia - 1 etapa del Giro de Italia - Firenze 1990 - Milán-Vignola - 2 etapas del Giro di Puglia - 2 etapas del Giro de Italia - 1 etapa de la Tirreno-Adriático - 1 etapa de los Tres días de La Panne - Firenze - Mestre 1991 - Scheldeprijs Vlaanderen - Vuelta al Etna - 3 etapas del Giro de Italia - 2 etapas de la Estrella de Bessèges - 2 etapas de la Semana Siciliana - 2 etapas del Giro di Puglia - 1 etapa de los Tres días de La Panne - Fivizzano - Mestre 1992 - Gante-Wevelgem - 4 etapas del Giro de Italia, más Clasificación por puntos - 3 etapas de la París-Niza - 3 etapas de los Cuatro días de Dunkerque - 2 etapas del Giro di Puglia - 1 etapa de la Estrella de Bessèges - 1 etapa de los Tres días de La Panne - Lucca 1993 - Memorial Rik Van Steenbergen - E3-Prijs Harelbeke - Gante-Wevelgem - Scheldeprijs Vlaanderen - 3 etapas de la París-Niza - 2 etapas del Tour del Mediterráneo - 1 etapa del Tour de Francia - Roosendaal - Lassa Macinala 1994 - 2 etapas del Tour del Mediterráneo - 2 etapas de la París-Niza - 1 etapa de la Semana Siciliana - Massa Macinala - Mestre 1995 - Trofeo Luis Puig - Monte Carlo-Alassio - 3 etapas del Tour del Mediterráneo - 3 etapas de la Volta a Cataluña - 2 etapas de la Vuelta a la Comunidad Valenciana - 2 etapas del Tour de Romandía - 2 etapas del Giro de Italia - 2 etapas del Tour de Francia - Oostvoorne 1996 - Campeonato de Italia en Ruta - 4 etapas del Giro de Italia - 3 etapas del Tour de Romandía - 2 etapas de la Vuelta a la Comunidad Valenciana - 2 etapas de la Vuelta a Aragón - 2 etapas de la Volta a Cataluña - 1 etapa del Tour del Mediterráneo - 1 etapa del Tour de Francia - Firenze | 1997 - 5 etapas del Giro de Italia, más Clasificación por puntos - 3 etapas del Tour de Romandía - 2 etapas del Tour del Mediterráneo - 2 etapas de la Vuelta a Aragón - 2 etapas del Tour de Francia - 1 etapa de la Vuelta a la Comunidad Valenciana - Firenze 1998 - Gran Premio Costa de los Etruscos - 4 etapas del Giro de Italia - 4 etapas de la Volta a Cataluña - 2 etapas del Tour de Francia - 1 etapa del Tour del Mediterráneo - Firenze - Ichtegem - Steenwijk - Mestre 1999 - Trofeo Luis Puig - 4 etapas del Giro de Italia - 4 etapas del Tour de Francia - 2 etapas de la Challenge a Mallorca - 2 etapas de la Volta a Cataluña - 1 etapa de la Tirreno-Adriático - 1 etapa del Tour de Romandía - Bologne - Klagenfurt - Zwolle - Hannovre 2000 - Gran Premio Costa de los Etruscos - Graz - 2 etapas del Tour de Romandía - Wien - Campi Bicenzio - 1 etapa del Tour del Mediterráneo - 1 etapa de la Vuelta a la Comunidad Valenciana - 1 etapa del Giro de Italia 2001 - Tour de Syracuse - Bavikhove - Lariano - Campi Bicenzio - 4 etapas del Giro de Italia - 2 etapas de la Vuelta a Aragón - 1 etapa del Giro del Trentino - 1 etapa del Tour de Romandía 2002 - Campeonato Mundial en Ruta - Milán-San Remo - Gante-Wevelgem - 6 etapas del Giro de Italia, más Clasificación por puntos - 3 etapas de la Vuelta a España - 1 etapa del Tour del Mediterráneo - 1 etapa de la Tirreno-Adriático 2003 - 2 etapas del Giro de Italia - 2 etapas de la Tirreno-Adriático 2004 - 1 etapa del Tour del Mediterráneo - 1 etapa del Tour de Georgia 2005 - Giro de la Provincia de Lucca - 1 etapa del Tour de Catar |

## Resultados
Durante su carrera deportiva consiguió los siguientes puestos en Grandes Vueltas y carreras de un día:

### Grandes Vueltas
| Carrera | Carrera         | 1989 | 1990  | 1991  | 1992  | 1993 | 1994 | 1995 | 1996 | 1997 | 1998 | 1999 | 2000 | 2001  | 2002  | 2003 | 2004 | 2005 |
| ------- | --------------- | ---- | ----- | ----- | ----- | ---- | ---- | ---- | ---- | ---- | ---- | ---- | ---- | ----- | ----- | ---- | ---- | ---- |
|         | Giro de Italia  | Ab.  | 142.º | 124.º | 126.º | —    | —    | Ab.  | Ab.  | 89.º | Ab.  | Ab.  | Ab.  | 107.º | 100.º | Ab.  | Ab.  | —    |
|         | Tour de Francia | —    | —     | —     | Ab.   | Ab.  | —    | Ab.  | Ab.  | Ab.  | Ab.  | Ab.  | —    | —     | —     | —    | Ab.  | —    |
|         | Vuelta a España | —    | —     | —     | —     | —    | Ab.  | —    | —    | —    | —    | —    | Ex.  | —     | Ab.   | Ab.  | —    | —    |

### Clásicas, Campeonatos y JJ. OO.
| Carrera               | Carrera               | 1989          | 1990          | 1991          | 1992 | 1993          | 1994          | 1995          | 1996 | 1997          | 1998          | 1999          | 2000 | 2001          | 2002          | 2003          | 2004  | 2005 |
| --------------------- | --------------------- | ------------- | ------------- | ------------- | ---- | ------------- | ------------- | ------------- | ---- | ------------- | ------------- | ------------- | ---- | ------------- | ------------- | ------------- | ----- | ---- |
| Omloop Het Nieuwsblad | Omloop Het Nieuwsblad | —             | —             | —             | —    | 6.º           | —             | —             | —    | —             | —             | —             | —    | —             | —             | —             | —     | —    |
|                       | Milán-San Remo        | —             | —             | 14.º          | 41.º | 10.º          | 2.º           | 27.º          | 7.º  | 108.º         | 81.º          | 99.º          | 43.º | 2.º           | 1.º           | 4.º           | 109.º | 36.º |
| E3 Harelbeke          | E3 Harelbeke          | —             | —             | 8.º           | 29.º | 1.º           | 35.º          | 21.º          | —    | —             | —             | —             | —    | —             | —             | —             | —     | —    |
| Gante-Wevelgem        | Gante-Wevelgem        | —             | 33.º          | 2.º           | 1.º  | 1.º           | 96.º          | 4.º           | —    | 59.º          | 26.º          | 35.º          | —    | —             | 1.º           | Ab.           | —     | —    |
|                       | Tour de Flandes       | —             | —             | 31.º          | 54.º | 45.º          | —             | 24.º          | 31.º | —             | —             | —             | —    | 69.º          | 9.º           | Ab.           | —     | —    |
| Scheldeprijs          | Scheldeprijs          | —             | —             | 1.º           | —    | 1.º           | —             | 17.º          | —    | —             | —             | —             | —    | —             | —             | —             | —     | —    |
|                       | París-Roubaix         | —             | —             | —             | —    | —             | —             | —             | —    | —             | —             | —             | —    | 34.º          | 69.º          | —             | —     | —    |
| Flecha Brabanzona     | Flecha Brabanzona     | —             | 15.º          | 27.º          | —    | —             | —             | —             | —    | —             | —             | —             | —    | —             | —             | —             | —     | —    |
| Amstel Gold Race      | Amstel Gold Race      | —             | —             | 93.º          | —    | —             | —             | —             | —    | —             | —             | —             | —    | —             | —             | —             | —     | —    |
| París-Tours           | París-Tours           | —             | —             | —             | —    | —             | 4.º           | —             | —    | —             | —             | —             | —    | —             | 35.º          | —             | —     | —    |
| JJ. OO. (Ruta)        | JJ. OO. (Ruta)        | No se disputó | No se disputó | No se disputó | —    | No se disputó | No se disputó | No se disputó | 82.º | No se disputó | No se disputó | No se disputó | —    | No se disputó | No se disputó | No se disputó | —     |      |
| Mundial en Ruta       | Mundial en Ruta       | —             | —             | —             | —    | —             | —             | —             | —    | —             | —             | —             | —    | —             | 1.º           | —             | —     | —    |

—: No participa

Ab.: Abandono

X: Ediciones no celebradas

Ex. Expulsado de carrera

## Premios y reconocimientos
- Bicicleta de Oro (2002).
- Mendrisio de Oro (2002).

## Equipos
- Del Tongo (1989-1991)
- GB-MG (1992-1993)
- Mercatone Uno (1994-1995)
- Saeco (1996-2001)
- Acqua & Sapone (2002)
- Domina Vacanze (2003-2004)
- Liquigas (2005)
- Rock Racing (2008)